# Hattan
Hattan (arab. حتان) – wieś w Syrii, w muhafazie Idlib. W 2004 roku liczyła 
928 mieszkańców.